# جویو، کیوتو
جویو در استان کیوتو در کشور ژاپن واقع شده‌است  که دارای جمعیت ۸۰٬۷۹۵ نفر و مساحت ۳۲٫۷۴ کیلومتر مربع با تراکم جمعیت ۲٬۴۶۸  نفر در کیلومترمربع است و در تاریخ ۳ مه ۱۹۷۲ به عنوان شهر شناخته شد.